# Hannah Clayson Smith
Hannah Clayson Smith es una abogada estadounidense que es miembro senior en el Fondo Becket para la Libertad Religiosa.

## Biografía
Smith se crio en California y es hermana de Jane Clayson Johnson. Obtuvo su grado en la Woodrow Wilson School of Public and International Affairs de la Universidad de Princeton antes de asistir a la Facultad de Derecho Reuben de la Universidad de Brigham Young University. Durante la Facultad de Derecho, Smith fue elegida para la Order of the Coif y trabajó como editora ejecutiva del BYU Law Review. Smith también trabajó como misionaria para la Iglesia de Jesucristo de los Santos de los Últimos Días en la misión de la Iglesia en Ginebra, Suiza, la cual cubría partes de Suiza y Francia.
Después de la Facultad de Derecho, Smith trabajó para el entonces Juez federal de la Corte de Apelaciones Samuel Alito (3.er Circuito). Después trabajó para el Juez asociado de la Corte Suprema Clarence Thomas (2003-2004), y luego regresó en 2006 a trabajar para Alito tras su nombramiento como Juez asociado. Practicó el Derecho en Williams & Connolly y Sidley Austin en Washington D. C.
La práctica legal de Smith se centra en apelaciones. Fue parte del equipo legal en victorias históricas en la Corte Suprema de los EE. UU. tales como Zubik v. Burwell, Burwell v. Hobby Lobby, Holt v. Hobbs, y Hosanna-Tabor Evangelical Lutheran Church and School v. EEOC.
En 2017, Smith testificó ante el Comité Judicial del Senado en apoyo de la nominación de Neil Gorsuch a la Corte Suprema de los Estados Unidos de América. Su testimonio evaluó su jurisprudencia relativa a casos de libertad religiosa, incluyendo dos de clientes de Becket: las Hermanitas de la Pobreza y Hobby Lobby.

## Honores y premios
En 2014, Smith recibió el Premio Logro de Exalumnos de BYU. En 2016, Smith recibió el Premio de Liderazgo Mujeres-en-ley de la J. Reuben Clark Law Society.
Smith trabaja en el consejo de asesoramiento editorial de Deseret News. Smith estuvo en el panel inaugural de la clínica de libertad religiosa de Stanford Law School.

## Vida personal
Está casada con John Smith, un abogado que también trabajó para Alito, y tienen cuatro hijos.